# Карамалы (Алькеевский район)
Карамалы́ (тат. Карамалы чув.Хурамал) — село в Алькеевском районе Республики Татарстан, в составе Старокамкинского сельского поселения.

## География
Село находится в Западном Закамье в бассейне реки Малый Черемшан, в 25 км к юго-востоку от районного центра, села Базарные Матаки. Высота над уровнем моря — 108 м

## История
В «Списке населенных мест по сведениям 1859 года», изданном в 1866 году, населённый пункт упомянут как казённая деревня Кармала (Исамбаева) 2-го стана Спасского уезда Казанской губернии. Располагалась при колодцах, по левую сторону коммерческого Самарского тракта, в 62 версте от уездного города Спасска и в 25 верстах от становой квартиры в казённой деревне Базарные Матаки. В деревне в 98 дворах жили 698 человек (353 мужчины и 345 женщин). Была мечеть.

## Население
| 1782 | 1859 | 1897 | 1908 | 1920 | 1926 | 1949 | 1958 | 1970 | 1979 | 1989 | 2002 | 2010 | 2015 |
| ---- | ---- | ---- | ---- | ---- | ---- | ---- | ---- | ---- | ---- | ---- | ---- | ---- | ---- |
| 63   | 698  | 1174 | 1057 | 1216 | 757  | 694  | 602  | 621  | 394  | 290  | 279  | 204  | 238  |

Национальный состав села — татары.

## Инфраструктура
В селе действуют сельский клуб, АТС, магазин. В селе 3 улицы